# Stazione di Nuova Ulma
La stazione di Nuova Ulma (in tedesco Neu-Ulm) è la maggiore stazione ferroviaria della città tedesca di Nuova Ulma. È posta sulla linea Augusta-Ulma ed è origine della linea per Kempten.

## Storia
Il fabbricato viaggiatori originario venne distrutto il 4 marzo 1945, nelle fasi finali della seconda guerra mondiale. La decisione di costruire un nuovo fabbricato venne presa nel 1953 e i lavori ebbero inizio nell'estate del 1955. Il nuovo fabbricato, progettato dall'architetto Walter Fasching, venne aperto al pubblico il 23 novembre 1957.
Agli inizi del XXI secolo la stazione venne completamente ricostruita.

## Riproduzione modellistica
Il fabbricato viaggiatori del 1957 venne riprodotto in scala H0 dalla ditta Kibri.